# Demokratická strana zelených – Za práva zvířat
Demokratická strana zelených – Za práva zvířat (registrováno jako Demokratická strana zelených – ZA PRÁVA ZVÍŘAT; zkratka DSZ - ZA PRÁVA ZVÍŘAT) je česká levicová zelená politická strana založená v březnu 2009 pod názvem Demokratická strana zelených.
Současným předsedou strany je Jiří Anderle, zastupitel městyse Klenčí pod Čerchovem.

## Historie
Strana vznikla v březnu 2009 pod názvem Demokratická strana zelených poté, co čtyři členové tzv. Demokratické výzvy Strany zelených, Petr Bratko, Antonín Kuboš, Daniel Solis a Jiří Šteg, podle svých slov již neviděli prostor pro realizaci své politiky v této straně.[zdroj?] Po zajištění 1000 podpisů pod petici byla strana v průběhu března 2009 zaregistrována.
Do vznikající strany vstoupila i poslankyně Olga Zubová (zvolená za SZ, spolu s Věrou Jakubkovou opustila na podzim 2008 poslanecký klub SZ a v březnu 2009 byla ze SZ vyloučena), čímž DSZ získala parlamentní zastoupení.
Prvním předsedou Demokratické strany zelených byl zvolen Vladislav Koval, dříve předseda moravskoslezské organizace SZ, místopředsedou pak Jan Vondrouš, který byl zvolen předsedou liberecké krajské organizace SZ na podzim 2008, ale tato volba byla následně orgány SZ zneplatněna. Na konci června 2009 byla předsedkyní DSZ zvolena Olga Zubová.
DSZ neúspěšně kandidovala ve volbách do Evropského parlamentu v roce 2009 ve kterých získala 0,6 % hlasů. Ve volební kampani se DSZ podle sponzora strany, podnikatele Jaromíra Soukupa, prezentovala na 350 billboardech. Volebním lídrem byl Daniel Solis, nejvýraznější tváří kampaně byla však Olga Zubová a další známou osobností na kandidátce byl sociolog Jan Keller. DSZ postavila několik kandidátů i do senátních voleb v roce 2010.
Ve volbách do Poslanecké sněmovny v roce 2010 členové strany kandidovali na kandidátkách strany Suverenita – Strana zdravého rozumu. Společně obdrželi 192 145 hlasů (3,67 %) a nezískali tak žádný mandát.
Dne 4. července 2011 byla předsedkyně DSZ Olga Zubová představena na tiskové konferenci strany Suverenita – Blok Jany Bobošíkové jako nově zvolená předsedkyně Středočeské krajské organizace této strany. Dále bylo uvedeno, že spolupráce obou stran trvá již delší dobu. Strany společně získaly 11 mandátů v komunálních volbách na Domažlicku a Klatovsku.
V červnu 2011 se předsedou strany stal Vojtěch Tomeš, kterého v červnu 2012 vystřídal Jiří Anderle, zastupitel městyse Klenčí pod Čerchovem.
Ve volbách do Poslanecké sněmovny v roce 2013 členové strany kandidovali na kandidátkách strany Hlavu vzhůru – volební blok. Společně obdrželi 21 241 hlasů (0,42 %) a nezískali tak žádný mandát.
Ve volbách do Poslanecké sněmovny v roce 2017 členové strany kandidovali na kandidátkách strany Rozumní. Společně obdrželi 36 528 hlasů (0,72 %) a nezískali tak žádný mandát.
V lednu 2019 strana změnila svůj název na Demokratická strana zelených – Za práva zvířat.
Strana se zúčastnila voleb do Evropského parlamentu v roce 2019. Lídryní kandidátky byla Andrea Bychlová. V těchto volbách obdržela 14 339 hlasů (0,60 %) a nezískala tak žádný mandát.
Ve volbách do Poslanecké sněmovny v roce 2021 členové strany kandidovali na kandidátkách strany Aliance pro budoucnost. Společně obdrželi 11 531 hlasů (0,21 %) a nezískali tak žádný mandát.
V dubnu 2024 bylo oznámeno, že se strana zúčastní voleb do Evropského parlamentu v roce 2024. Volební lídryní strany byla Hana Janišová.

## Volební výsledky

### Poslanecká sněmovna
| Volby | Hlasy           | Hlasy | Mandáty |
| Volby | Abs.            | %     | Abs.    |
| ----- | --------------- | ----- | ------- |
| 2010  | za Suverenita   | 3,67  | 0/200   |
| 2013  | za HLAVU VZHŮRU | 0,42  | 0/200   |
| 2017  | za Rozumní      | 0,72  | 0/200   |
| 2021  | za APB          | 0,21  | 0/200   |

### Evropský parlament
| Volby | Počet hlasů | %    | Počet mandátů |
| ----- | ----------- | ---- | ------------- |
| 2009  | 14 761      | 0,62 | 0             |
| 2019  | 14 339      | 0,60 | 0             |
| 2024  | 12 448      | 0,41 | 0             |

### Volby do zastupitelstev krajů
| Volby | Počet hlasů | % | Počet mandátů |
| ----- | ----------- | - | ------------- |
| 2020  | –           | – | 0             |

### Volby do zastupitelstev obcí
| Volby | Hlasy v % | Mandáty |
| ----- | --------- | ------- |
| 2018  | –         | 14      |

## Kritika
Strana byla v minulosti kritizována členy a příznivci Strany zelených. Podstatou kritiky bylo tvrzení, že DSZ byla účelově založena jen proto, aby poškodila SZ ve volbách a rozptýlila její voličskou základnu mezi dva subjekty, kdy ani jeden nepřekročí práh volitelnosti. Paradoxem pak byla spolupráce DSZ se stranou Hlavu vzhůru – volební blok, které vyjádřil podporu tehdejší prezident Václav Klaus, známý kritik zelené politiky. Jak v jednom rozhovoru uvedla poslankyně za SZ Kateřina Jacques: Hlavním tahounem byla Demokratická strana zelených, subjekt založený Olgou Zubovou, jehož jediným cílem bylo poškodit nás ve volbách. Dále byla DSZ kritizována za to, že byla údajně financována prostřednictvím podnikatele Jaromíra Soukupa a dalších osob z jeho okolí. Strana byla také kritizována za své účelové založení s cílem participovat na dobrém jménu Strany zelených bez ambice prosazovat zelené myšlenky. Lídři DSZ se odmítli účastnit i některých předvolebních debat.